# Anomalurus
Anomalurus es un género de roedores anomaluromorfos de la familia Anomaluridae. Es el único género de la subfamilia Anomalurinae. Se distribuyen por el África subsahariana.

## Especies
Se reconocen las siguientes especies:
- Anomalurus beecrofti
- Anomalurus derbianus
- Anomalurus pelii
- Anomalurus pusillus